# 대송소년지 2
《대송소년지 2》(중국어 간체자: 大宋少年志, 정체자: 大宋少年志 2, 병음: Dà sòng shào nián zhì 다쑹사오녠즈 2[*], Young Blood 2 용 브라드 2[*])는 2023년 방송되었던 중화인민공화국의 드라마이다.

## 소개
- 수 세기에 걸친 전쟁 속 사람들의 평화를 위해 싸우는 소년 탐정들의 이야기

## 등장 인물
- 장신청 - 원중신 역
- 저우위퉁 - 조간 역
- 왕유숴 - 왕관 역
- 정웨이 (郑伟) - 설영 역
- 부위륜 (付伟伦) - 위아내 역
- 쑤샤오퉁 (苏晓彤) - 배경 역
- 해일천 (海一天) - 원호 역
- 염숙 (闫肃) - 영령가 역
- 지가 (迟嘉) - 육남산 역
- 임가찬 (林家川) - 두입객 역
- 마대명 (马大明) - 위지원 역
- 왕가 (王可) - 초요 역
- 호가흔 (Josie) - 양매향 역
- 옹홍 (Yvonne Yung) - 야리황후 역
- 여승은 (余承恩) - 문무기 역
- 황희언 (黄曦彦) - 화사수 역
- 조빈 (赵滨) - 원천관 역
- 수영량 (隋咏良) - 양죽 역